# Amenucourt
Amenucourt – miejscowość i gmina we Francji, w regionie Île-de-France, w departamencie Dolina Oise.
Według danych na rok 1990 gminę zamieszkiwało 170 osób, a gęstość zaludnienia wynosiła 20 osób/km² (wśród 1287 gmin regionu Île-de-France Amenucourt plasuje się na 1014. miejscu pod względem liczby ludności, natomiast pod względem powierzchni na miejscu 454).